# Tapirus augustus
Tapirus (Megatapirus) augustus  is een uitgestorven tapir die tijdens het Pleistoceen in Zuidoost-Azië leefde.

## Fossiele vondsten
Fossielen van Tapirus augustus zijn gevonden in de Volksrepubliek China, Vietnam en Laos en dateren uit het Pleistoceen. De eerste vondsten werden gedaan door William Diller Matthew en Walter Willis Granger in Sichuan tijdens hun Aziatische expedities in de jaren twintig van de twintigste eeuw en zijn ondergebracht in de collectie van het American Museum of Natural History.

## Kenmerken
Tapirus augustus is de grootst bekende tapir. De lengte wordt geschat op 2,1 tot 3,5 meter met een hoogte van 0,9 tot 1,5 meter en een vermoedelijk gewicht van ongeveer vijfhonderd tot zeshonderddertig kilogram.